# Кричимський монастир (Болгарія)

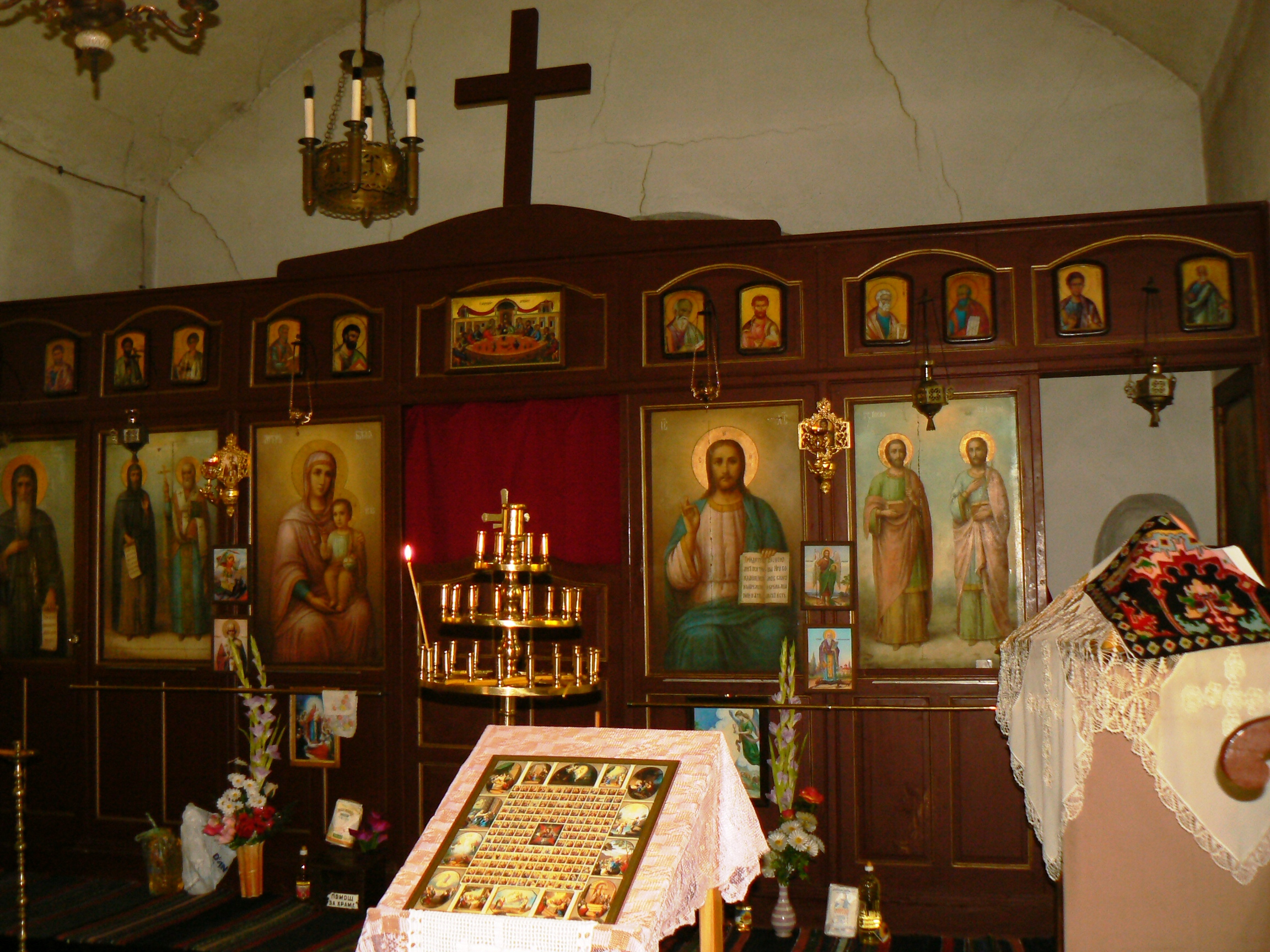
Інтер'єр храму

Кричимський монастир – болгарський чоловічий православний монастир поблизу Кричима. Монастир є частиною архієрейського намісництва у Пловдиві, входить до Пловдійської єпархії Православної церкви Болгарії. Храмове свято монастиря відзначається на Успіння Богородиці – 15 серпня. 

## Розташування
Кричимський монастир розташований у Західних Родопах біля гори Баташки Снежник, на лівому березі річки Вача, приблизно за 6 км на південь від міста Кричим. До нього можна доїхати автошляхом першого класу Кричим – Девін вздовж Вачі. Поруч знаходиться Кричимське мінеральне джерело. 

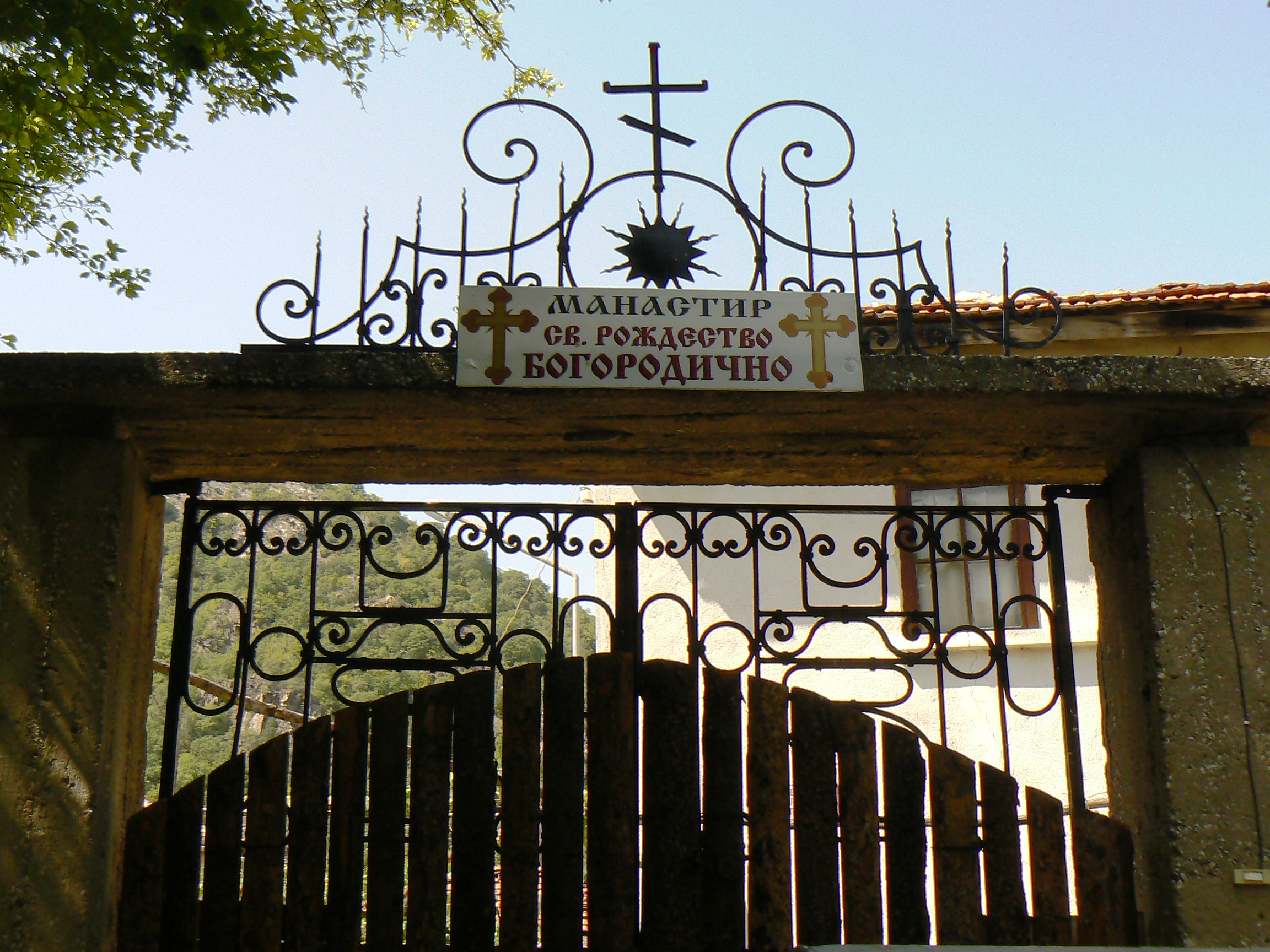
Ворота монастиря

## Історія
Вважається, що монастир був заснований в IX—X ст.  або в ХІІІ ст. Під час придушення квітневого повстання турками (1876 р.) він був спалений. Відновлений у XX ст. (1932), а з 2006 – діє. 
У його дворі збереглася велика кам'яна плита з написом, розділеним на дві частини хрестом, який тримають два птахоподібні дракони. Верхній напис: "От богохран(имото) село Бата(к), Вело, Гено, Тено, Анас(тас), Дело"; нижній напис: "Изволением отца и поспешением сина и совершением (светаго духа), направи се сия чешма в лето 1592 со ктитор Илия при игумена Онуфрия. Бог да прости". Це найстаріший фонтан, знайдений у Болгарії.  І найдавніша згадка про місто Батак. 
Монастир являє собою комплекс однонавної і одноапсидної церкви, житлового будинку і кам'яного фонтану. У минулому він мав два приходи: в місті Кричим і в селі Козарсько. 
Монастир був оголошений пам'яткою культури. 